# Juan Francisco Gomez
Pas d'image ? Cliquez ici

a Compétitions nationales et continentales officielles uniquement.

b Matchs officiels uniquement.
Dernière mise à jour le 26 avril 2020.
Juan Francisco Gomez, né le 27 mars 1984 à Buenos Aires (Argentine), est un joueur de rugby argentin. Il joue en équipe d'Argentine, il évolue au poste de pilier.  

## Carrière de joueur

### En club
- ????-2006 : Los Matreros
- 2006-2007 : Stade français Paris rugby
- 2007-2008 : Leinster Rugby
- depuis 2008 : Leeds Carnegie

### En équipe nationale
Il honore sa première cape internationale avec l'équipe d'Argentine le 18 novembre 2006 contre l'équipe d'Italie.

## Statistiques en équipe nationale
- 6 sélections en équipe d'Argentine entre 2006 et 2012.
- Sélections par année : 1 en 2006, 5 en 2008, 1 en 2012